# Wicked, Wicked
Wicked, Wicked è un film del 1973 scritto, prodotto e diretto da Richard L. Bare.
È stato presentato in "duo-vision", una tecnica più comunemente nota come split-screen.